# Ferrão
Carlos Vagner Gularte Filho dit Ferrão, né à Chapecó le 29 octobre 1990, est un joueur de futsal international brésilien.
Il est sacré meilleur joueur du monde en 2019 et 2020.

## Biographie

### En club
Ferrão débute à haut niveau de futsal au Krona Joinville.
Il se révèle en Russie avec le MFK Tyumen. Élu meilleur jeune du monde en 2013, il termine meilleur buteur de la Ligue russe en 2014,.
Il rejoint le Barça à l'été 2014 pour 200.000 €. Par son aisance technique et sa ressemblance physique, il est comparé à son compatriote et ex-joueur de l'équipe de football du club Ronaldo. Au début de la saison 2018-2019, il participe à la troisième place du Barça lors de la Coupe intercontinental et est élu meilleur joueur de la compétition.
Ferrão est élu meilleur joueur du monde de l'année 2019.
Début 2021, Ferrão est élu pour la seconde fois consécutive meilleur joueur du monde par le site Futsal Planet.

### En équipe nationale
En 2010, il fait partie de la sélection brésilienne qui remporte le Championnat d'Amérique du Sud U20 en Colombie.

## Style
Ferrao est un joueur offensif dans la présence physique apporte un équilibre à son équipe. Droitier, il n'a pas peur d'utiliser son pied gauche. C'est un joueur polyvalent avec un bon sens du but.

## Palmarès

### Titres et trophées
- Ligue des champions UEFA (1)
  - Vainqueur : 2020

- Championnat d'Amérique du Sud U20 (2)
  - Vainqueur : 2008 et 2010

- Championnat d'Espagne (1)
  - Champion : 2019 , 2021

- Coupe d'Espagne (2)
  - Vainqueur : 2019, 2020

- Supercoupe d'Espagne (1)
  - Vainqueur : 2019

- Coupe de Roi (3)
  - Vainqueur : 2018, 2019, 2020

- Coupe de Cataloge (5)
  - Vainqueur : 2014, 2015, 2016, 2017, 2018

### Récompenses individuelles
- Futsal Awards
  - Meilleur joueur du monde : 2019 et 2020
  - Meilleur espoir : 2013
- Coupe intercontinentale
  - Meilleur joueur : 2018

- Championnat d'Espagne
  - Meilleur joueur : 2019
  - Meilleur buteur : 2017, 2018 et 2019
  - Meilleur pivot : 2017
- Championnat de Russie
  - Meilleur buteur : 2014